# Neptis dilutior
Neptis dilutior är en fjärilsart som beskrevs av Charles Oberthür 1906. Neptis dilutior ingår i släktet Neptis och familjen praktfjärilar. Inga underarter finns listade i Catalogue of Life.